# A Wasted Vigil (wiersz)
A Wasted Vigil – wiersz angielskiego poety Algernona Charlesa Swinburne’a, opublikowany w tomie Poems and Ballads. Second Series, wydanym w Londynie w 1878 roku przez spółkę wydawniczą Chatto & Windus i wznowionym w Nowym Yorku w 1885. Pierwotnie wiersz nosił tytuł A Lost Vigil. Utwór składa się ze strof czterowersowych, rymowanych aabb. Trzy pierwsze wersy są dziesięciozgłoskowe (jambiczne pięciostopowe sSsSsSsSsS), a ostatni wers jest krótszy, sześciozgłoskowy (jambiczny trójstopowy sSsSsS).
Couldst thou not watch with me one hour? Behold,
Dawn skims the sea with flying feet of gold,
With sudden feet that graze the gradual sea;
Couldst thou not watch with me?
What, not one hour? for star by star the night
Falls, and her thousands world by world take flight;
They die, and day survives, and what of thee?
Couldst thou not watch with me?